# Emporium
Emporion (în limba greacă) sau emporium (în limba latină cu pluralul „emporia”) a reprezentat în antichitate un  loc în care negustorii unei națiuni aveau un loc rezervat pentru desfășurarea afacerilor lor în mijlocul teritoriului unei alte națiuni. Emporia faimoase au fost de exemplu Sais, locul unde Solon a mers să  învețe tainele Egiptului; Elim, unde Hatshepsut își ținea ancorată flota de la  Marea Roșie; Elat, folosită de cetățenii din Teba pentru aprovizionarea cu materiale pentru îmbălsămarea morților (pânză, bitum, păcură, tămâie, smirnă), amulete din piatră Palestina, mărfuri din Canaan, Aram, Liban, Hazor, Moab, Edom, Punt și din Peninsula Arabică din Petra și Midian, sau cereale, pește și sclavi din Olbia (din Ucraina zilelor noastre). 

În limba greacă veche termenul se referea la diferitele orașe-state grecești sau feniciene și punctele comerciale din Egiptul Antic, Africa de Nord, Peninsula Iberică, Britania sau Peninsula Arabică. Printre acestea se numărau de exemplu orașe precum Avaris și Syene din Egiptul de Jos, Teba din Egiptul de Sus și porturile de la Marea Roșie Elim și Elat. În regiunile controlate de hitiți au funcționat emporia precum Kanesh și Kadesh, iar în Fenicia Gadges, Cartagina, Leptis Magna și Cirene (fondat de greci, nu de cartaginezi).

Emporium/emporia (cunoscute și ca  wics în limba engleză) se referea în Evul Mediu timpuriu la așezările comerciale care au apărut  în nord-vestul Europei între secolele al VI-lea și al VII-lea și au rezistat până în secolul al IX-lea. Emporia se caracterizau prin localizarea lor periferică, de obicei pe țărmul unei mări sau la frontiera unui regat, și prin lipsa lor de infrastructură orășenească (de exemplu erau lipsite de biserici) și de natura temporară a construcțiilor. Începând cu secolul al X-lea, emporia au fost înlocuite de orașele renăscute. Printre emporia medievale pot fi amintite Dorestad, Quentovic, Gipeswic, Hamwic și Lundenwic (viitoarea Londra). Rolul lor în dezvoltarea economică a Europa Occidentală este încă subiect de studiu. Unul dintre cei mai cunoscuți cercetători ai emporia este arheologul britanic Richard Hodges.

## Vezi și
- Emporion (dezambiguizare)
- Emporion